# Speler van het Jaar (volleybal)
De Speler/Speelster van het Jaar is een jaarlijkse prijs in het Belgisch volleybal. De prijs werd voor het eerst uitgereikt in 1971 aan Roger Maes. Sinds 1989 wordt hij uitgereikt tijdens de Volleyproms.

## Erelijst

### Heren
- 1971 Roger Maes[1] (Rembert Torhout)
- 1972 Roger Maes (Rembert Torhout)
- 1973 Jef Mol (Rebels Lier)
- 1974 Roger Maes (Rembert Torhout)
- 1975 Jef Mol (VC Turnhout)
- 1976 Jef Mol (VC Turnhout)
- 1977 Jef Mol (VC Turnhout)
- 1978 Jef Mol (VC Turnhout)
- 1979 Roger Maes (Ibis Kortrijk)
- 1980 Jan Vangheluwe (Ibis Kortrijk)
- 1981 Jan De Brandt (Kruikenburg Ternat)
- 1982 Eddy Evens (Hörmann Genk)
- 1983 Jean-Pierre Staelens (Ibis Kortrijk)
- 1984 Eddy Evens (Hörmann Genk)
- 1985 Luc Beke (VC Lennik)
- 1986 Eddy Evens (VC Maaseik)
- 1987 Johan Baetens (VC Lennik)
- 1988 Johan Baetens (VC Lennik)
- 1989 Johan Baetens (VC Lennik)
- 1990 Emile Rousseaux (VC Zonhoven)
- 1991 Jo Praets en Ben Croes[2]
- 1992 Ben Croes (VC Zellik)
- 1993 Jackie Kempenaers (VC Lennik)
- 1994 Ben Croes (VC Zellik)
- 1995 Ben Croes (VC Zellik)
- 1996 Wout Wijsmans (VC Zonhoven)
- 1997 Richard Schuil (VC Maaseik)
- 1998 Kris Tanghe (Knack Roeselare)
- 1999 Wout Wijsmans (VC Maaseik)
- 2000 Martin van der Horst (Knack Roeselare)
- 2001 Martin Lebl (VC Maaseik)
- 2002 Martin Lebl (VC Maaseik)
- 2003 Joao Paulo Bravo (VC Maaseik)
- 2004 Vital Heynen (VC Maaseik)
- 2005 Iván Contreras (Knack Roeselare)
- 2006 Frank Depestele (Knack Roeselare)
- 2007 Iván Contreras (Knack Roeselare)
- 2008 Iván Contreras (Knack Roeselare)
- 2009 Jovika Simovski (VC Averbode)
- 2010 Frank Depestele (Knack Roeselare)
- 2011 Frank Depestele[3] (Knack Roeselare)
- 2012 Jelte Maan[4] (VC Maaseik)
- 2013 Hendrik Tuerlinckx[5] (Knack Roeselare)
- 2014 Hendrik Tuerlinckx[6] (Knack Roeselare)
- 2015 Robin Overbeeke[7] (Volley Asse-Lennik)
- 2016 Wouter ter Maat[8] (VDK Gent)
- 2017 Hendrik Tuerlinckx[9] (Knack Roeselare)
- 2018 Hendrik Tuerlinckx[10] (Knack Roeselare)
- 2019 Matthijs Verhanneman[11] (Knack Roeslare)
- 2020 Geen uitreiking omwille van de COVID-19 pandemie
- 2021 Stijn D'Hulst[12] (Knack Roeselare)
- 2022 Seppe Rotty[13] (Volley Menen)
- 2023 Pablo Kukartsev[14] (Knack Roeselare)
- 2024 Seppe Rotty[15] (Knack Roeselare)
- 2025 Basil Dermaux[16] (Knack Roeselare)

### Dames
- 1989 Anja Sliwinska
- 1990 Anka Lichodzijewska[17]
- 1991 Dvorakova
- 1992 Mich Larivière (VT Herentals)
- 1993 Anja Duyck (VT Herentals)
- 1994 Anja Duyck (Datovoc Tongeren)
- 1995 Sergeya Lorber (Asterix Kieldrecht)
- 1996 Anja Duyck (VT Herentals)
- 1997 Olga Barinova (Datovoc Tongeren)
- 1998 Virginie De Carne (Asterix Kieldrecht)
- 1999 Anja Duyck (VT Herentals)
- 2000 Tanja Zhmakova (Asterix Kieldrecht)
- 2001 Olga Barinova (Asterix Kieldrecht)
- 2002 Liesbet Vindevoghel (Asterix Kieldrecht)
- 2003 Sévérine Szewczyk[18] (Datovoc Tongeren)
- 2004 Liesbeth Mouha (Datovoc Tongeren)
- 2005 Saarah Loikkainen (Datovoc Tongeren)
- 2006 Maja Vahen (Dauphines Charleroi)
- 2007 Veronica Gomez (Datovoc Tongeren)
- 2008 Jolien Wittock (Asterix Kieldrecht)
- 2009 Els Vandesteene (VDK Gent)
- 2010 Lise Van Hecke (Asterix Kieldrecht)
- 2011 Freya Aelbrecht (Asterix Kieldrecht)
- 2012 Freya Aelbrecht (Asterix Kieldrecht)
- 2013 Sarah Smits (Asterix Kieldrecht)
- 2014 Kaja Grobelna[19] (Asterix Kieldrecht)
- 2015 Kaja Grobelna[20] (Asterix Kieldrecht)
- 2016 Sarah Smits[21] (Asterix Kieldrecht)
- 2017 Britt Herbots[22] (Asterix Avo Beveren)
- 2018 Celine Van Gestel[23] (Asterix Avo Beveren)
- 2019 Nina Coolman[24] (Hermes Oostende)
- 2020 Geen uitreiking omwille van de COVID-19 pandemie
- 2021 Silke Van Avermaet[25] (Asterix Avo Beveren)
- 2022 Marlies Janssens[26] (VDK Gent)
- 2023 Nova Marring[27] (Asterix Avo Beveren)
- 2024 Manon Stragier[15] (Asterix Avo Beveren)
- 2025 Nikita De Paepe[16] (Knack Roeselare)